# Central Elèctrica Vinyals
La Central Elèctrica Vinyals és una obra de Rafael Masó a Flaçà (Gironès) inclosa a l'Inventari del Patrimoni Arquitectònic de Catalunya.

## Descripció
És un edifici industrial de planta rectangular, amb dues plantes i soterrani, coberta de teula a dues vessants i un extrem acabat en forma de torres amb la coberta a tres vessants. Tot el conjunt presenta grans ràfecs construïts amb cairats i rajola ceràmica. Les parets són arrebossades excepte el sòcol fet amb pedra. Hi ha grans obertures amb arc de mig punt.

## Història
A la central hi ha una placa que especifica les dades de realització de l'edifici: les obres foren iniciades el juliol de 1920, la maquinària s'instal·là el setembre de 1922, fou inaugurada el 16 de juliol de 1923. El seu promotor fou Don Bonaventura de Vinyals a qui també es deu la reconstrucció de la séquia que porta les aigües a aquesta central. Aquesta important obra possibilità el regadiu a Celrà, Bordils, Sant Joan de Mollet i Flaçà. Des de l'any 1960 també es rega a Juià.
Aquesta séquia s'inicia a Campdorà i pren les aigües del Ter. Els seus precedents es remunten a l'any 1748. Amb la reconstrucció de la presa es convertiren en terres de regadiu moltes vessanes de secà dels esmentats municipis.